# Lista över fornlämningar i Falköpings kommun (Vartofta-Åsaka)
Lista över fornlämningar i Falköpings kommun (Vartofta-Åsaka) är en förteckning av ett urval av de fornlämningar som finns i Vartofta-Åsaka i Falköpings kommun.
| Namn                                         | Lämningstyp                 | Tillkomsttid | Historisk indelning           | Plats | Läge                 | ID-nr          | Bild                                 |
| -------------------------------------------- | --------------------------- | ------------ | ----------------------------- | ----- | -------------------- | -------------- | ------------------------------------ |
| Vartofta-Åsaka 4:1                           | Hög                         |              | Vartofta-Åsaka, Västergötland |       | 58.083856, 13.682174 | 10208600040001 | Ladda upp en bild av detta fornminne |
| Vartofta-Åsaka 6:1                           | Hög                         |              | Vartofta-Åsaka, Västergötland |       | 58.087765, 13.683122 | 10208600060001 | Ladda upp en bild av detta fornminne |
| Vartofta-Åsaka 6:2                           | Stensättning                |              | Vartofta-Åsaka, Västergötland |       | 58.087633, 13.683139 | 10208600060002 | Ladda upp en bild av detta fornminne |
| Vartofta-Åsaka 6:3                           | Hög                         |              | Vartofta-Åsaka, Västergötland |       | 58.087210, 13.682831 | 10208600060003 | Ladda upp en bild av detta fornminne |
| Vartofta-Åsaka 6:4                           | Hög                         |              | Vartofta-Åsaka, Västergötland |       | 58.087146, 13.682651 | 10208600060004 | Ladda upp en bild av detta fornminne |
| Vartofta-Åsaka 6:5                           | Stensättning                |              | Vartofta-Åsaka, Västergötland |       | 58.087026, 13.681877 | 10208600060005 | Ladda upp en bild av detta fornminne |
| Vartofta-Åsaka 8:1                           | Stenkammargrav              |              | Vartofta-Åsaka, Västergötland |       | 58.081037, 13.676534 | 10208600080001 | Ladda upp en bild av detta fornminne |
| Vartofta-Åsaka 8:2                           | Hög                         |              | Vartofta-Åsaka, Västergötland |       | 58.081225, 13.676633 | 10208600080002 | Ladda upp en bild av detta fornminne |
| Vartofta-Åsaka 9:1                           | Stensättning                |              | Vartofta-Åsaka, Västergötland |       | 58.078574, 13.673287 | 10208600090001 | Ladda upp en bild av detta fornminne |
| Vartofta-Åsaka 10:1                          | Hög                         |              | Vartofta-Åsaka, Västergötland |       | 58.075357, 13.677929 | 10208600100001 | Ladda upp en bild av detta fornminne |
| Vartofta-Åsaka 13:1                          | Stensättning                |              | Vartofta-Åsaka, Västergötland |       | 58.075233, 13.685397 | 10208600130001 | Ladda upp en bild av detta fornminne |
| Vartofta-Åsaka 13:2                          | Stensättning                |              | Vartofta-Åsaka, Västergötland |       | 58.075393, 13.685413 | 10208600130002 | Ladda upp en bild av detta fornminne |
| Vartofta-Åsaka 13:3                          | Stensättning                |              | Vartofta-Åsaka, Västergötland |       | 58.075473, 13.685534 | 10208600130003 | Ladda upp en bild av detta fornminne |
| Vartofta-Åsaka 13:4                          | Stensättning                |              | Vartofta-Åsaka, Västergötland |       | 58.075361, 13.685770 | 10208600130004 | Ladda upp en bild av detta fornminne |
| Vartofta-Åsaka 14:1                          | Stensättning                |              | Vartofta-Åsaka, Västergötland |       | 58.077546, 13.685967 | 10208600140001 | Ladda upp en bild av detta fornminne |
| Vartofta-Åsaka 14:2                          | Röse                        |              | Vartofta-Åsaka, Västergötland |       | 58.077553, 13.685716 | 10208600140002 | Ladda upp en bild av detta fornminne |
| Vartofta-Åsaka 14:3                          | Stensättning                |              | Vartofta-Åsaka, Västergötland |       | 58.077388, 13.685639 | 10208600140003 | Ladda upp en bild av detta fornminne |
| Vartofta-Åsaka 15:1                          | Hög                         |              | Vartofta-Åsaka, Västergötland |       | 58.071790, 13.685151 | 10208600150001 | Ladda upp en bild av detta fornminne |
| Vartofta-Åsaka 17:1                          | Stensättning                |              | Vartofta-Åsaka, Västergötland |       | 58.070758, 13.683104 | 10208600170001 | Ladda upp en bild av detta fornminne |
| Vartofta-Åsaka 18:1                          | Hällristning                |              | Vartofta-Åsaka, Västergötland |       | 58.074204, 13.668929 | 10208600180001 | Ladda upp en bild av detta fornminne |
| Vartofta-Åsaka 20:1                          | Stensättning                |              | Vartofta-Åsaka, Västergötland |       | 58.075698, 13.663755 | 10208600200001 | Ladda upp en bild av detta fornminne |
| Vartofta-Åsaka 20:2                          | Stensättning                |              | Vartofta-Åsaka, Västergötland |       | 58.075531, 13.663533 | 10208600200002 | Ladda upp en bild av detta fornminne |
| Vartofta-Åsaka 22:1                          | Hög                         |              | Vartofta-Åsaka, Västergötland |       | 58.069597, 13.675238 | 10208600220001 | Ladda upp en bild av detta fornminne |
| Vartofta-Åsaka 23:1                          | Hög                         |              | Vartofta-Åsaka, Västergötland |       | 58.070731, 13.677716 | 10208600230001 | Ladda upp en bild av detta fornminne |
| Trollstenen (Vartofta-Åsaka 25:1)            | Stensättning                |              | Vartofta-Åsaka, Västergötland |       | 58.068422, 13.661998 | 10208600250001 | Ladda upp en bild av detta fornminne |
| Trollstenen (Vartofta-Åsaka 25:2)            | Stensättning                |              | Vartofta-Åsaka, Västergötland |       | 58.068254, 13.661835 | 10208600250002 | Ladda upp en bild av detta fornminne |
| Vartofta-Åsaka 27:1                          | Stensättning                |              | Vartofta-Åsaka, Västergötland |       | 58.066884, 13.662345 | 10208600270001 | Ladda upp en bild av detta fornminne |
| Vartofta-Åsaka 28:1                          | Stensättning                |              | Vartofta-Åsaka, Västergötland |       | 58.069237, 13.669893 | 10208600280001 | Ladda upp en bild av detta fornminne |
| Vartofta-Åsaka 29:1                          | Grav markerad av sten/block |              | Vartofta-Åsaka, Västergötland |       | 58.069162, 13.669267 | 10208600290001 | Ladda upp en bild av detta fornminne |
| Vartofta-Åsaka 30:1                          | Stenkammargrav              |              | Vartofta-Åsaka, Västergötland |       | 58.065304, 13.628046 | 10208600300001 | Ladda upp en bild av detta fornminne |
| Vartofta-Åsaka 32:1                          | Stensättning                |              | Vartofta-Åsaka, Västergötland |       | 58.062827, 13.622184 | 10208600320001 | Ladda upp en bild av detta fornminne |
| Vartofta-Åsaka 33:1                          | Hög                         |              | Vartofta-Åsaka, Västergötland |       | 58.062082, 13.642094 | 10208600330001 | Ladda upp en bild av detta fornminne |
| Vartofta-Åsaka 34:1                          | Stensättning                |              | Vartofta-Åsaka, Västergötland |       | 58.060601, 13.639916 | 10208600340001 | Ladda upp en bild av detta fornminne |
| Vartofta-Åsaka 34:2                          | Stensättning                |              | Vartofta-Åsaka, Västergötland |       | 58.060530, 13.639033 | 10208600340002 | Ladda upp en bild av detta fornminne |
| Vartofta-Åsaka 36:1                          | Hög                         |              | Vartofta-Åsaka, Västergötland |       | 58.062442, 13.645300 | 10208600360001 | Ladda upp en bild av detta fornminne |
| Vartofta-Åsaka 37:1                          | Stenkammargrav              |              | Vartofta-Åsaka, Västergötland |       | 58.053432, 13.643048 | 10208600370001 | Ladda upp en bild av detta fornminne |
| Vartofta-Åsaka 38:1                          | Stensättning                |              | Vartofta-Åsaka, Västergötland |       | 58.055767, 13.645450 | 10208600380001 | Ladda upp en bild av detta fornminne |
| Vartofta-Åsaka 38:2                          | Stensättning                |              | Vartofta-Åsaka, Västergötland |       | 58.055733, 13.645774 | 10208600380002 | Ladda upp en bild av detta fornminne |
| Vartofta-Åsaka 38:3                          | Stenkammargrav              |              | Vartofta-Åsaka, Västergötland |       | 58.055691, 13.645660 | 10208600380003 | Ladda upp en bild av detta fornminne |
| Vartofta-Åsaka 39:1                          | Hög                         |              | Vartofta-Åsaka, Västergötland |       | 58.064122, 13.648829 | 10208600390001 | Ladda upp en bild av detta fornminne |
| Vartofta-Åsaka 40:1                          | Hög                         |              | Vartofta-Åsaka, Västergötland |       | 58.064858, 13.648023 | 10208600400001 | Ladda upp en bild av detta fornminne |
| Vartofta-Åsaka 41:1                          | Stenkammargrav              |              | Vartofta-Åsaka, Västergötland |       | 58.064291, 13.649665 | 10208600410001 | Ladda upp en bild av detta fornminne |
| Vartofta-Åsaka 41:2                          | Hög                         |              | Vartofta-Åsaka, Västergötland |       | 58.064354, 13.650071 | 10208600410002 | Ladda upp en bild av detta fornminne |
| Vartofta-Åsaka 41:3                          | Hällristning                |              | Vartofta-Åsaka, Västergötland |       | 58.064292, 13.649664 | 10208600410003 | Ladda upp en bild av detta fornminne |
| Vartofta-Åsaka 42:1                          | Hög                         |              | Vartofta-Åsaka, Västergötland |       | 58.065375, 13.652646 | 10208600420001 | Ladda upp en bild av detta fornminne |
| Vartofta-Åsaka 43:1                          | Hög                         |              | Vartofta-Åsaka, Västergötland |       | 58.063821, 13.656717 | 10208600430001 | Ladda upp en bild av detta fornminne |
| Vartofta-Åsaka 44:1                          | Hög                         |              | Vartofta-Åsaka, Västergötland |       | 58.063366, 13.655662 | 10208600440001 | Ladda upp en bild av detta fornminne |
| Vartofta-Åsaka 44:2                          | Stensättning                |              | Vartofta-Åsaka, Västergötland |       | 58.063229, 13.655364 | 10208600440002 | Ladda upp en bild av detta fornminne |
| Vartofta-Åsaka 45:1                          | Röse                        |              | Vartofta-Åsaka, Västergötland |       | 58.049494, 13.653699 | 10208600450001 | Ladda upp en bild av detta fornminne |
| Vartofta-Åsaka 47:1                          | Stensättning                |              | Vartofta-Åsaka, Västergötland |       | 58.051779, 13.654945 | 10208600470001 | Ladda upp en bild av detta fornminne |
| Vartofta-Åsaka 48:1                          | Stensättning                |              | Vartofta-Åsaka, Västergötland |       | 58.053072, 13.655340 | 10208600480001 | Ladda upp en bild av detta fornminne |
| Vartofta-Åsaka 48:2                          | Stensättning                |              | Vartofta-Åsaka, Västergötland |       | 58.053107, 13.655581 | 10208600480002 | Ladda upp en bild av detta fornminne |
| Vartofta-Åsaka 49:1                          | Stensättning                |              | Vartofta-Åsaka, Västergötland |       | 58.052846, 13.656568 | 10208600490001 | Ladda upp en bild av detta fornminne |
| Vartofta-Åsaka 50:1                          | Stensättning                |              | Vartofta-Åsaka, Västergötland |       | 58.054104, 13.661361 | 10208600500001 | Ladda upp en bild av detta fornminne |
| Vartofta-Åsaka 51:1                          | Stensättning                |              | Vartofta-Åsaka, Västergötland |       | 58.059306, 13.662985 | 10208600510001 | Ladda upp en bild av detta fornminne |
| Vartofta-Åsaka 52:1                          | Stensättning                |              | Vartofta-Åsaka, Västergötland |       | 58.060175, 13.662751 | 10208600520001 | Ladda upp en bild av detta fornminne |
| "Urnakula" (Vartofta-Åsaka 53:1)             | Stensättning                |              | Vartofta-Åsaka, Västergötland |       | 58.059597, 13.668151 | 10208600530001 | Ladda upp en bild av detta fornminne |
| "Jungfrukullen" (Vartofta-Åsaka 54:1)        | Hög                         |              | Vartofta-Åsaka, Västergötland |       | 58.057778, 13.659929 | 10208600540001 | Ladda upp en bild av detta fornminne |
| Vartofta-Åsaka 54:2                          | Runristning                 |              | Vartofta-Åsaka, Västergötland |       | 58.057778, 13.659929 | 10208600540002 | Ladda upp en bild av detta fornminne |
| Vartofta-Åsaka 57:1                          | Stensättning                |              | Vartofta-Åsaka, Västergötland |       | 58.056124, 13.659323 | 10208600570001 | Ladda upp en bild av detta fornminne |
| Vartofta-Åsaka 58:1                          | Hög                         |              | Vartofta-Åsaka, Västergötland |       | 58.055777, 13.657961 | 10208600580001 | Ladda upp en bild av detta fornminne |
| Vartofta-Åsaka 59:1                          | Stensättning                |              | Vartofta-Åsaka, Västergötland |       | 58.044824, 13.660247 | 10208600590001 | Ladda upp en bild av detta fornminne |
| Vartofta-Åsaka 61:1                          | Hög                         |              | Vartofta-Åsaka, Västergötland |       | 58.066207, 13.672438 | 10208600610001 | Ladda upp en bild av detta fornminne |
| Vartofta-Åsaka 62:1                          | Stensättning                |              | Vartofta-Åsaka, Västergötland |       | 58.064275, 13.683941 | 10208600620001 | Ladda upp en bild av detta fornminne |
| Vartofta-Åsaka 63:1                          | Stensättning                |              | Vartofta-Åsaka, Västergötland |       | 58.063915, 13.684406 | 10208600630001 | Ladda upp en bild av detta fornminne |
| Vartofta-Åsaka 64:1                          | Stensättning                |              | Vartofta-Åsaka, Västergötland |       | 58.057884, 13.663883 | 10208600640001 | Ladda upp en bild av detta fornminne |
| Vartofta-Åsaka 65:1                          | Stensättning                |              | Vartofta-Åsaka, Västergötland |       | 58.052256, 13.653119 | 10208600650001 | Ladda upp en bild av detta fornminne |
| Vartofta-Åsaka 66:1                          | Grav markerad av sten/block |              | Vartofta-Åsaka, Västergötland |       | 58.049279, 13.645509 | 10208600660001 | Ladda upp en bild av detta fornminne |
| Vartofta-Åsaka 68:1                          | Stensättning                |              | Vartofta-Åsaka, Västergötland |       | 58.072119, 13.698042 | 10208600680001 | Ladda upp en bild av detta fornminne |
| Vartofta-Åsaka 68:2                          | Hällristning                |              | Vartofta-Åsaka, Västergötland |       | 58.072080, 13.697875 | 10208600680002 | Ladda upp en bild av detta fornminne |
| Vartofta-Åsaka 69:1                          | Stensättning                |              | Vartofta-Åsaka, Västergötland |       | 58.072590, 13.696111 | 10208600690001 | Ladda upp en bild av detta fornminne |
| Vartofta-Åsaka 70:1                          | Stensättning                |              | Vartofta-Åsaka, Västergötland |       | 58.074587, 13.696353 | 10208600700001 | Ladda upp en bild av detta fornminne |
| Vartofta-Åsaka 71:1                          | Stensättning                |              | Vartofta-Åsaka, Västergötland |       | 58.078130, 13.689468 | 10208600710001 | Ladda upp en bild av detta fornminne |
| Vartofta-Åsaka 76:1                          | Stensättning                |              | Vartofta-Åsaka, Västergötland |       | 58.088744, 13.695389 | 10208600760001 | Ladda upp en bild av detta fornminne |
| Nr 1 kallas Lökshögen. (Vartofta-Åsaka 77:1) | Stensättning                |              | Vartofta-Åsaka, Västergötland |       | 58.066019, 13.657322 | 10208600770001 | Ladda upp en bild av detta fornminne |
| Nr 1 kallas Lökshögen. (Vartofta-Åsaka 77:2) | Stensättning                |              | Vartofta-Åsaka, Västergötland |       | 58.065895, 13.657423 | 10208600770002 | Ladda upp en bild av detta fornminne |
| Nr 1 kallas Lökshögen. (Vartofta-Åsaka 77:3) | Stenkrets                   |              | Vartofta-Åsaka, Västergötland |       | 58.065841, 13.657537 | 10208600770003 | Ladda upp en bild av detta fornminne |
| Nr 1 kallas Lökshögen. (Vartofta-Åsaka 77:4) | Stensättning                |              | Vartofta-Åsaka, Västergötland |       | 58.066213, 13.657308 | 10208600770004 | Ladda upp en bild av detta fornminne |
| Vartofta-Åsaka 78:1                          | Stensättning                |              | Vartofta-Åsaka, Västergötland |       | 58.056848, 13.680008 | 10208600780001 | Ladda upp en bild av detta fornminne |
| Vartofta-Åsaka 79:1                          | Stensättning                |              | Vartofta-Åsaka, Västergötland |       | 58.053033, 13.652076 | 10208600790001 | Ladda upp en bild av detta fornminne |
| Vartofta-Åsaka 79:2                          | Stensättning                |              | Vartofta-Åsaka, Västergötland |       | 58.052872, 13.651859 | 10208600790002 | Ladda upp en bild av detta fornminne |
| Vartofta-Åsaka 79:3                          | Stensättning                |              | Vartofta-Åsaka, Västergötland |       | 58.052734, 13.651669 | 10208600790003 | Ladda upp en bild av detta fornminne |
| Vartofta-Åsaka 85:1                          | Hällristning                |              | Vartofta-Åsaka, Västergötland |       | 58.062717, 13.667074 | 10208600850001 | Ladda upp en bild av detta fornminne |
| Vartofta-Åsaka 89:1                          | Hällristning                |              | Vartofta-Åsaka, Västergötland |       | 58.060048, 13.664920 | 10208600890001 | Ladda upp en bild av detta fornminne |
| Vartofta-Åsaka 89:2                          | Hällristning                |              | Vartofta-Åsaka, Västergötland |       | 58.060047, 13.664845 | 10208600890002 | Ladda upp en bild av detta fornminne |
| Vartofta-Åsaka 90:1                          | Hällristning                |              | Vartofta-Åsaka, Västergötland |       | 58.057648, 13.662017 | 10208600900001 | Ladda upp en bild av detta fornminne |
| Vartofta-Åsaka 93:1                          | Hällristning                |              | Vartofta-Åsaka, Västergötland |       | 58.060619, 13.662435 | 10208600930001 | Ladda upp en bild av detta fornminne |
| Vartofta-Åsaka 94:1                          | Hällristning                |              | Vartofta-Åsaka, Västergötland |       | 58.052009, 13.652021 | 10208600940001 | Ladda upp en bild av detta fornminne |
| Vartofta-Åsaka 104:1                         | Stensättning                |              | Vartofta-Åsaka, Västergötland |       | 58.070428, 13.682467 | 10208601040001 | Ladda upp en bild av detta fornminne |
| Vartofta-Åsaka 105:1                         | Stensättning                |              | Vartofta-Åsaka, Västergötland |       | 58.070197, 13.679204 | 10208601050001 | Ladda upp en bild av detta fornminne |
| Vartofta-Åsaka 108:1                         | Hällristning                |              | Vartofta-Åsaka, Västergötland |       | 58.065461, 13.655054 | 10208601080001 | Ladda upp en bild av detta fornminne |
| Vartofta-Åsaka 111:1                         | Stenkrets                   |              | Vartofta-Åsaka, Västergötland |       | 58.065058, 13.686220 | 10208601110001 | Ladda upp en bild av detta fornminne |
| Vartofta-Åsaka 114:1                         | Stensättning                |              | Vartofta-Åsaka, Västergötland |       | 58.068351, 13.654530 | 10208601140001 | Ladda upp en bild av detta fornminne |
| Vartofta-Åsaka 121:1                         | Stensättning                |              | Vartofta-Åsaka, Västergötland |       | 58.035897, 13.649884 | 10208601210001 | Ladda upp en bild av detta fornminne |
| Vartofta-Åsaka 124:1                         | Stensättning                |              | Vartofta-Åsaka, Västergötland |       | 58.067422, 13.694025 | 10208601240001 | Ladda upp en bild av detta fornminne |
| Vartofta-Åsaka 144:1                         | Stensättning                |              | Vartofta-Åsaka, Västergötland |       | 58.076477, 13.692039 | 10208601440001 | Ladda upp en bild av detta fornminne |
| Vartofta-Åsaka 145:1                         | Stensättning                |              | Vartofta-Åsaka, Västergötland |       | 58.075996, 13.690688 | 10208601450001 | Ladda upp en bild av detta fornminne |
| Vartofta-Åsaka 145:2                         | Stensättning                |              | Vartofta-Åsaka, Västergötland |       | 58.076232, 13.691004 | 10208601450002 | Ladda upp en bild av detta fornminne |
| Vartofta-Åsaka 149:1                         | Stensättning                |              | Vartofta-Åsaka, Västergötland |       | 58.056332, 13.611587 | 10208601490001 | Ladda upp en bild av detta fornminne |
| Vartofta-Åsaka 149:2                         | Stensättning                |              | Vartofta-Åsaka, Västergötland |       | 58.056222, 13.611106 | 10208601490002 | Ladda upp en bild av detta fornminne |
| Vartofta-Åsaka 153:1                         | Stensättning                |              | Vartofta-Åsaka, Västergötland |       | 58.091287, 13.697888 | 10208601530001 | Ladda upp en bild av detta fornminne |